# Biserica de lemn din Arduzel

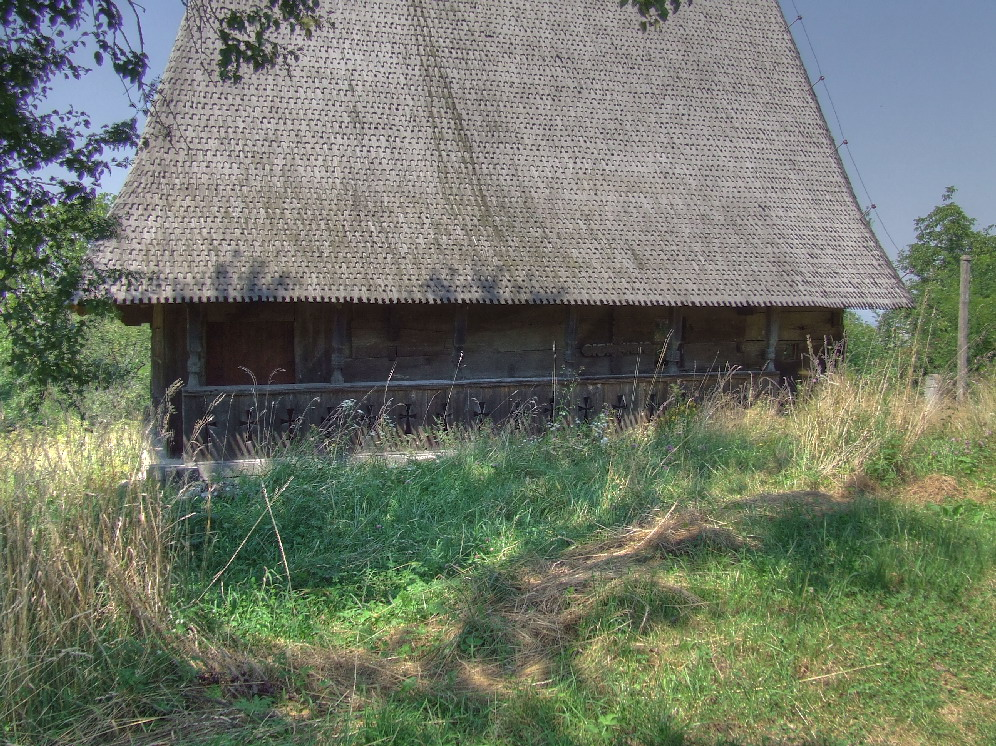
Prispa bisericii de lemn din Arduzel, judeţul Maramureş

Biserica de lemn din Arduzel, orașul Ulmeni, județul Maramureș, datează din anul 1650. Are hramul „Sfinții Arhangheli Mihail și Gavriil”. Biserica se află pe noua listă a monumentelor istorice sub codul LMI:  MM-II-m-A-04496.

## Imagini

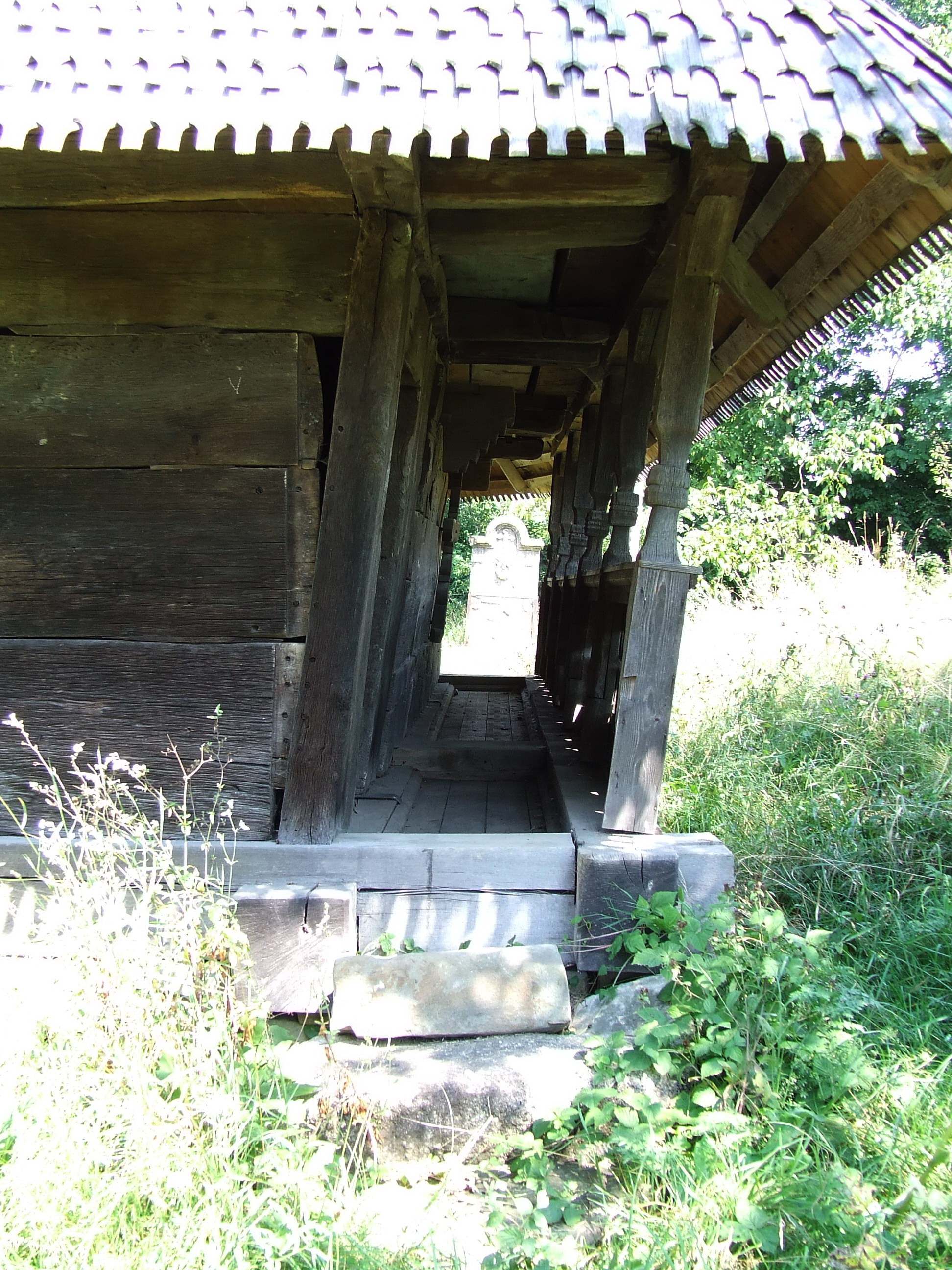
Vedere din vest
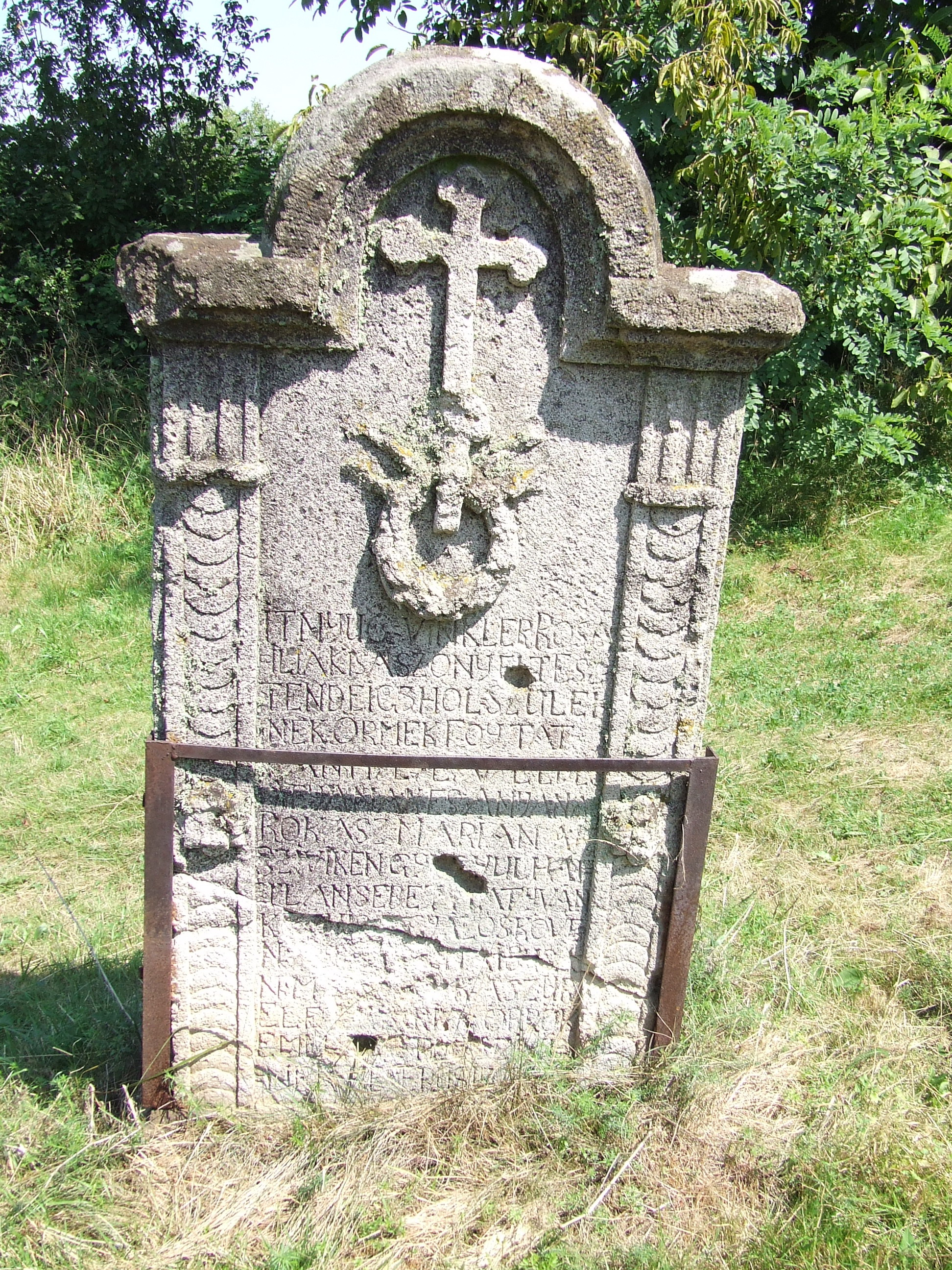
Monument funerar
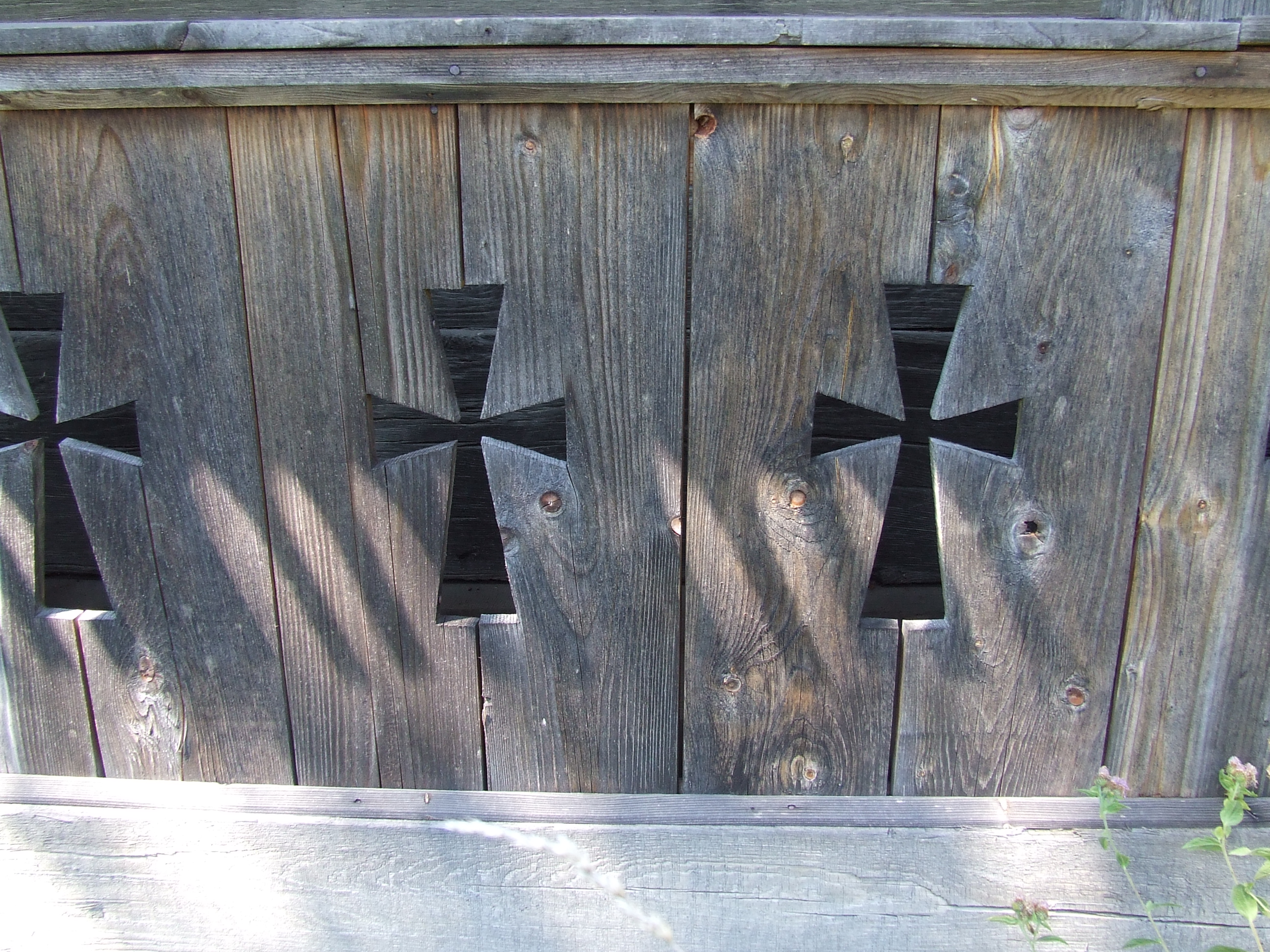
Detaliu prispă
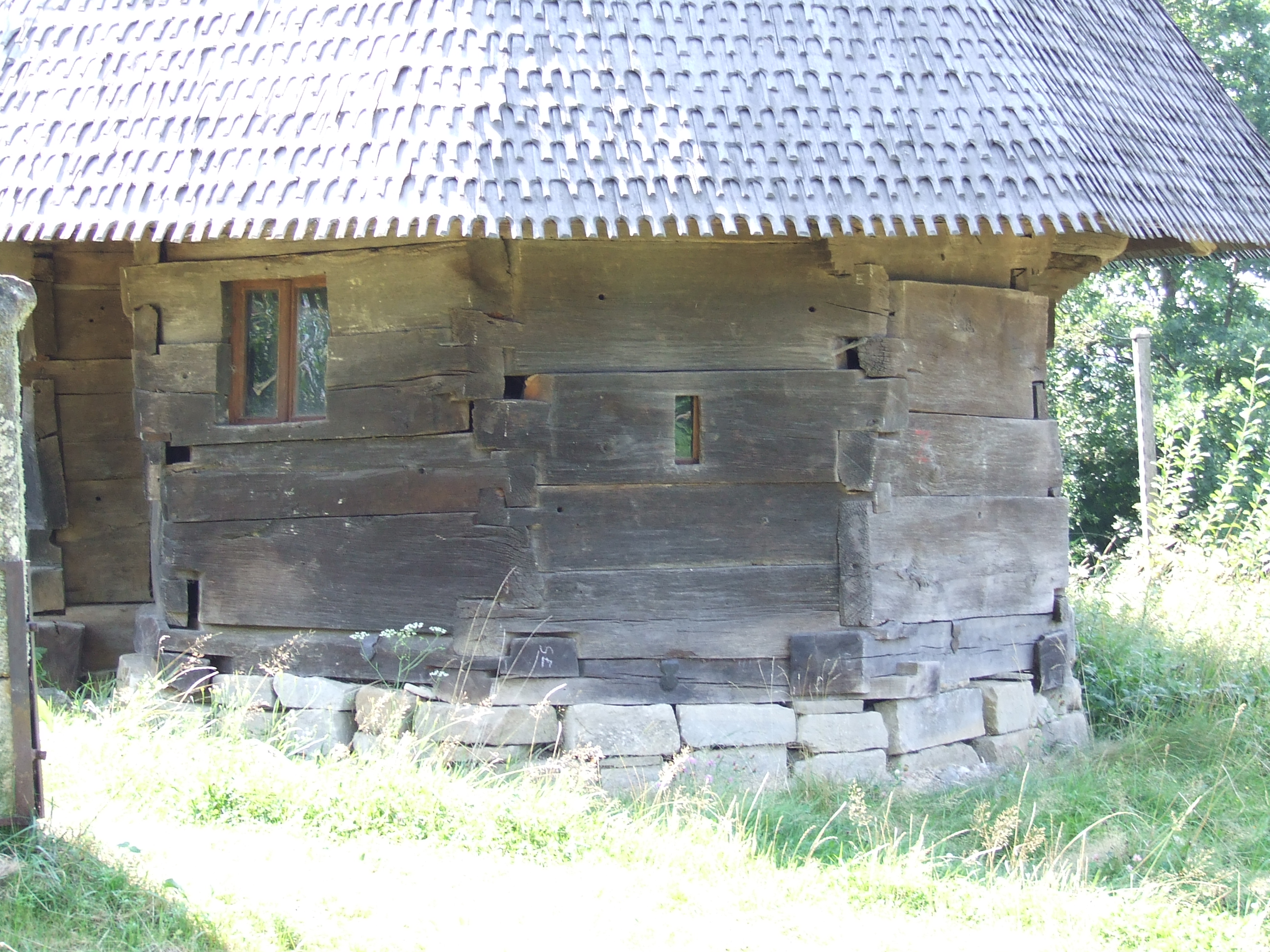
Absida altarului, vedere din sud-est
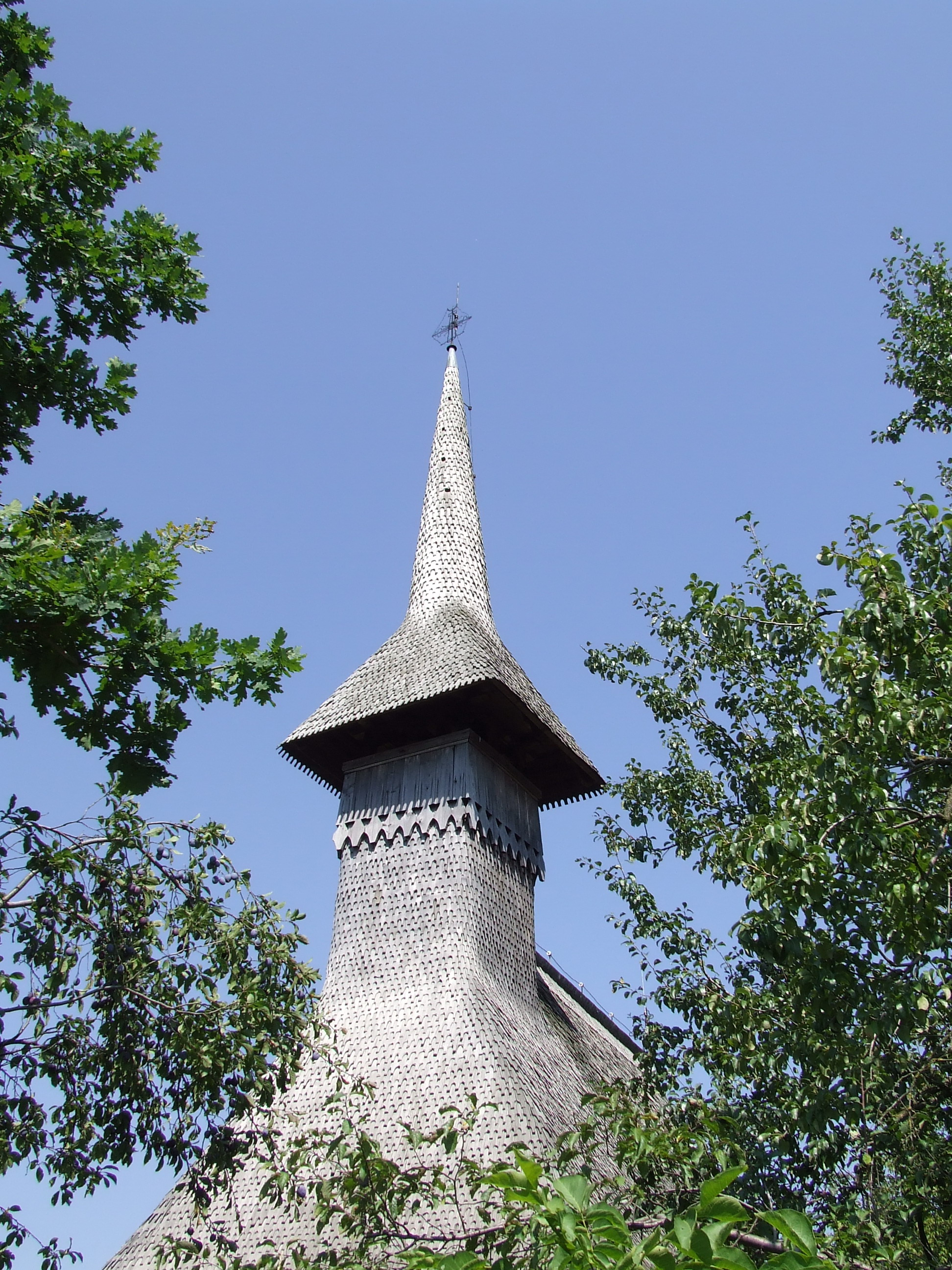
Turnul bisericii
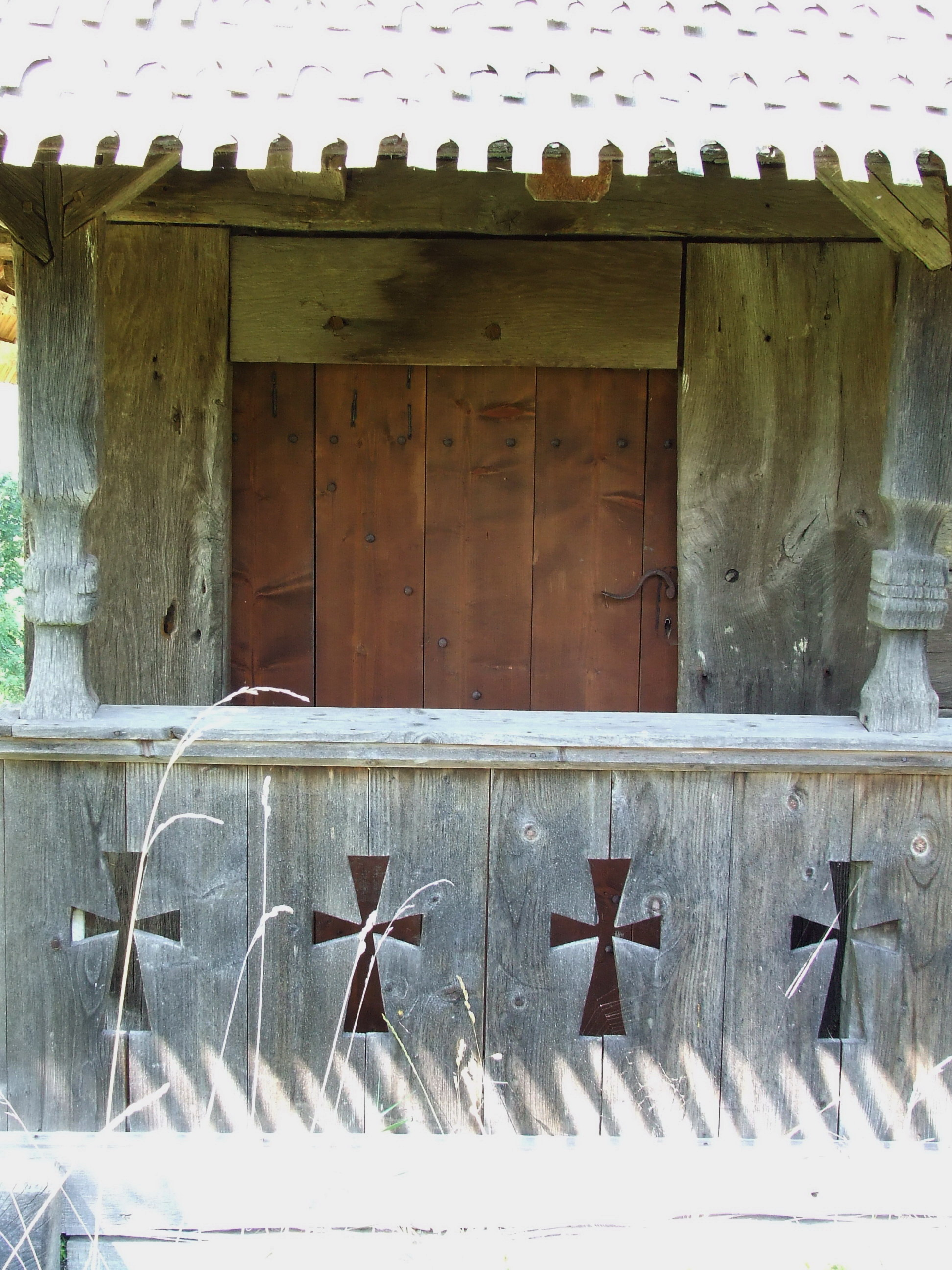
Portalul intrării
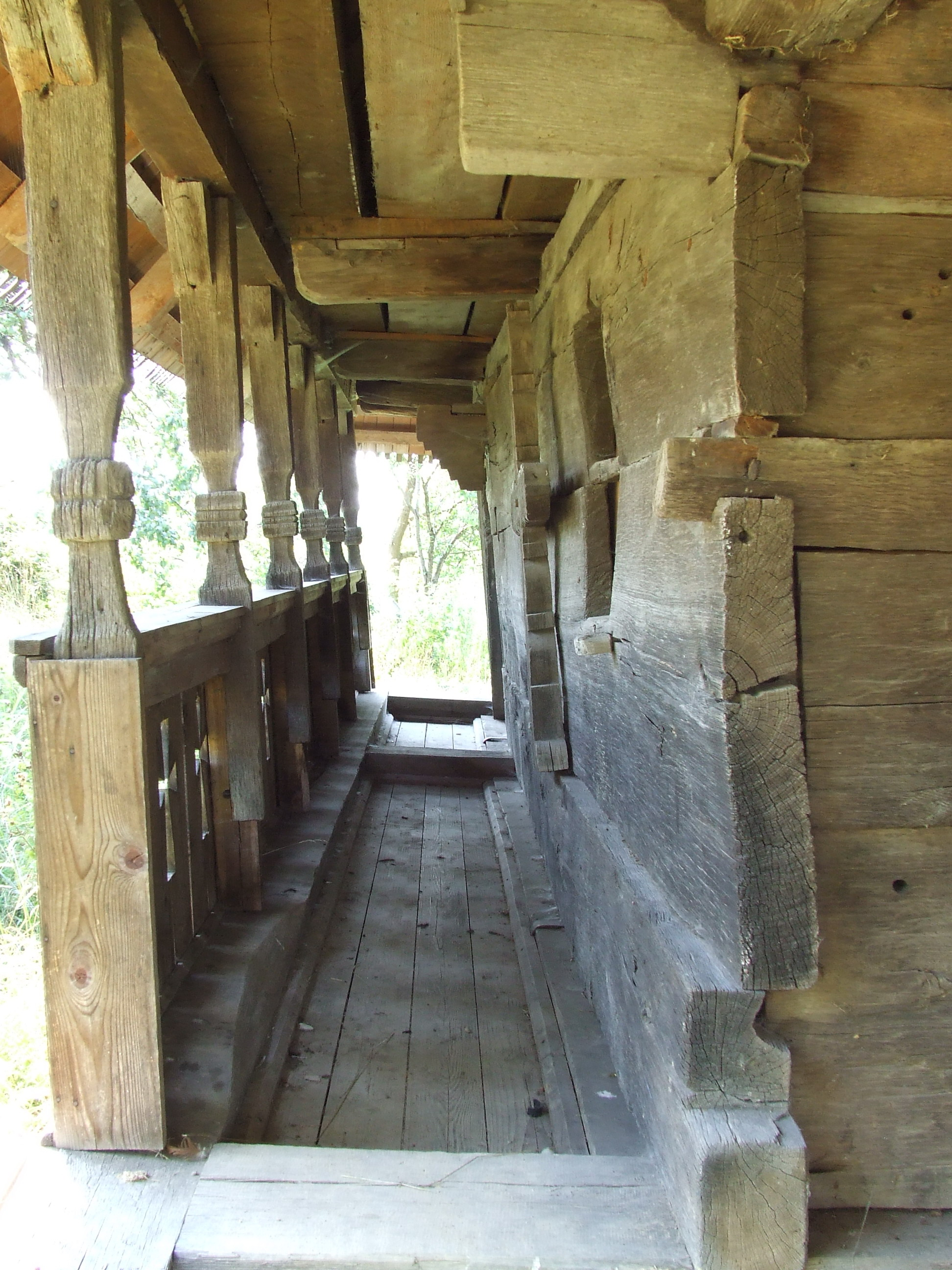
Prispa bisericii
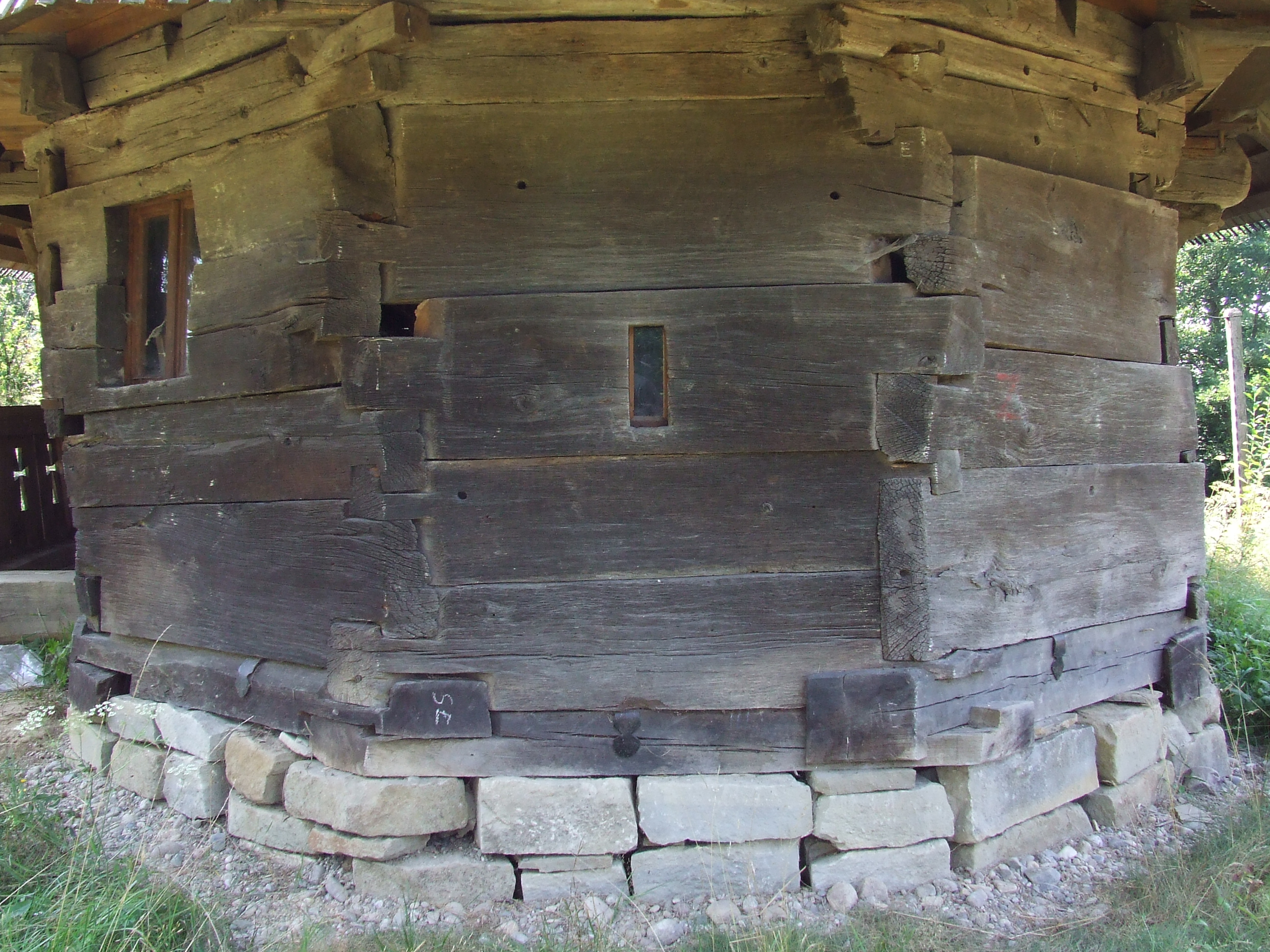
Absida altarului
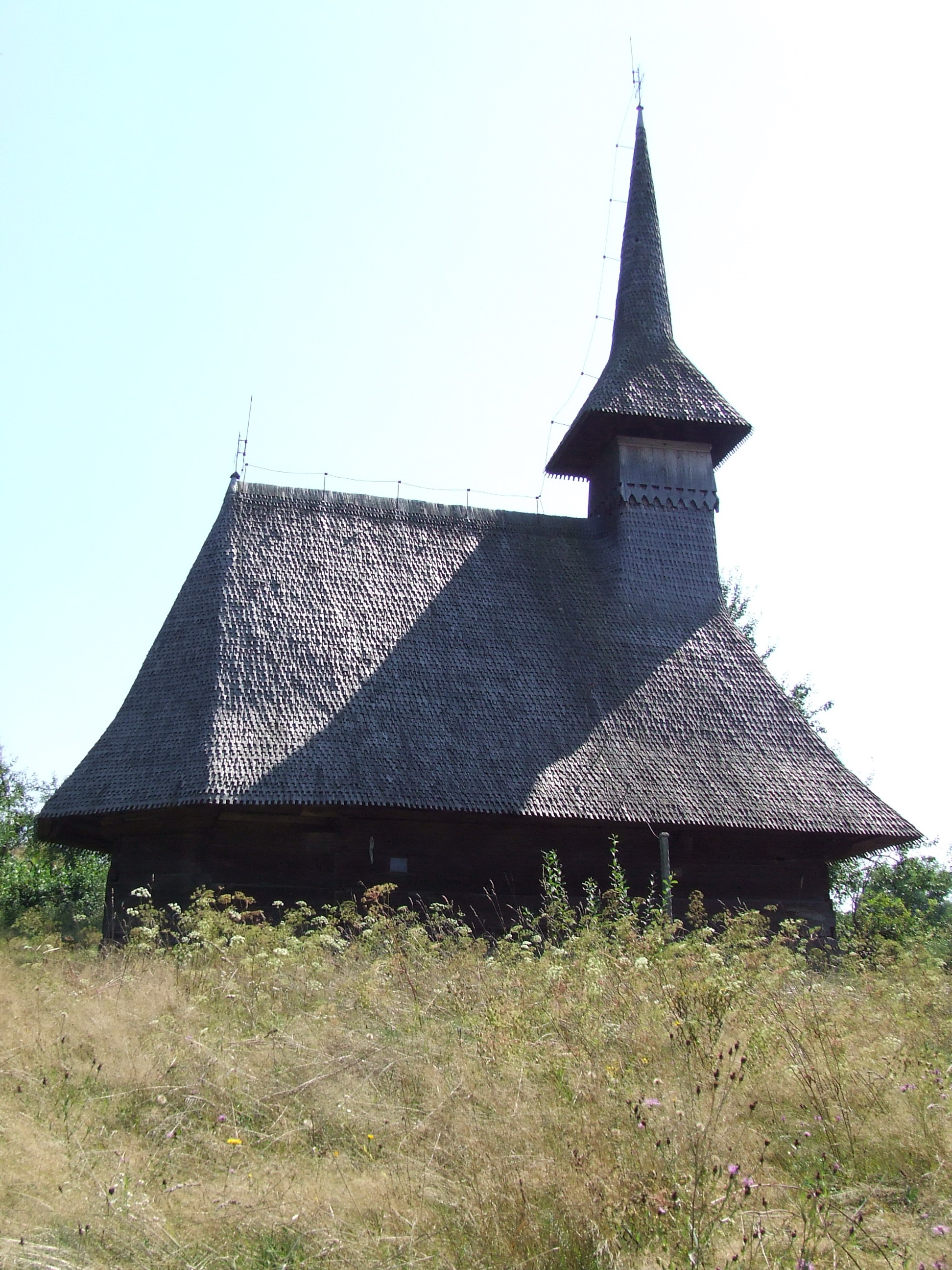
Vedere de ansamblu din nord
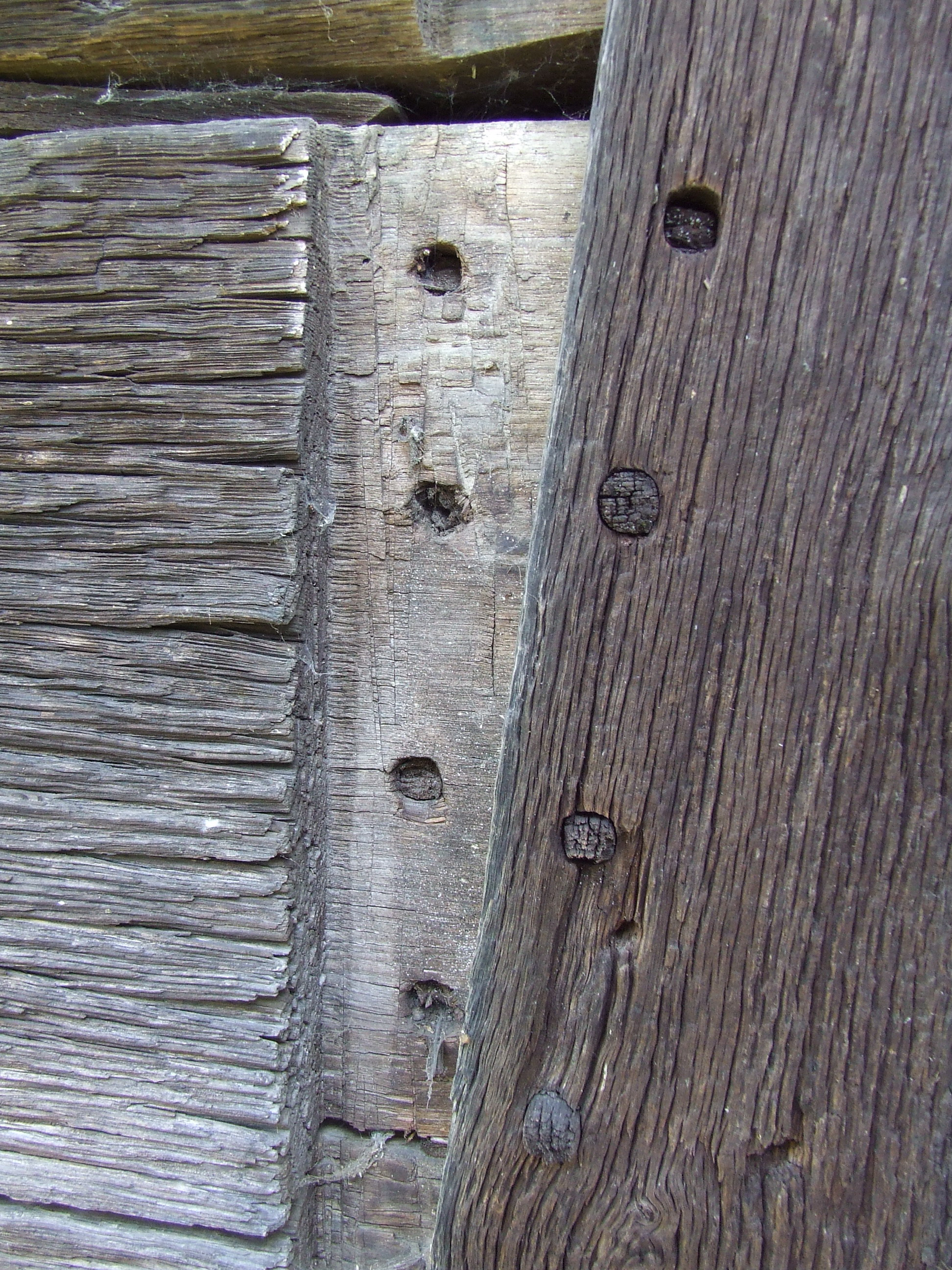
Detaliu îmbinare
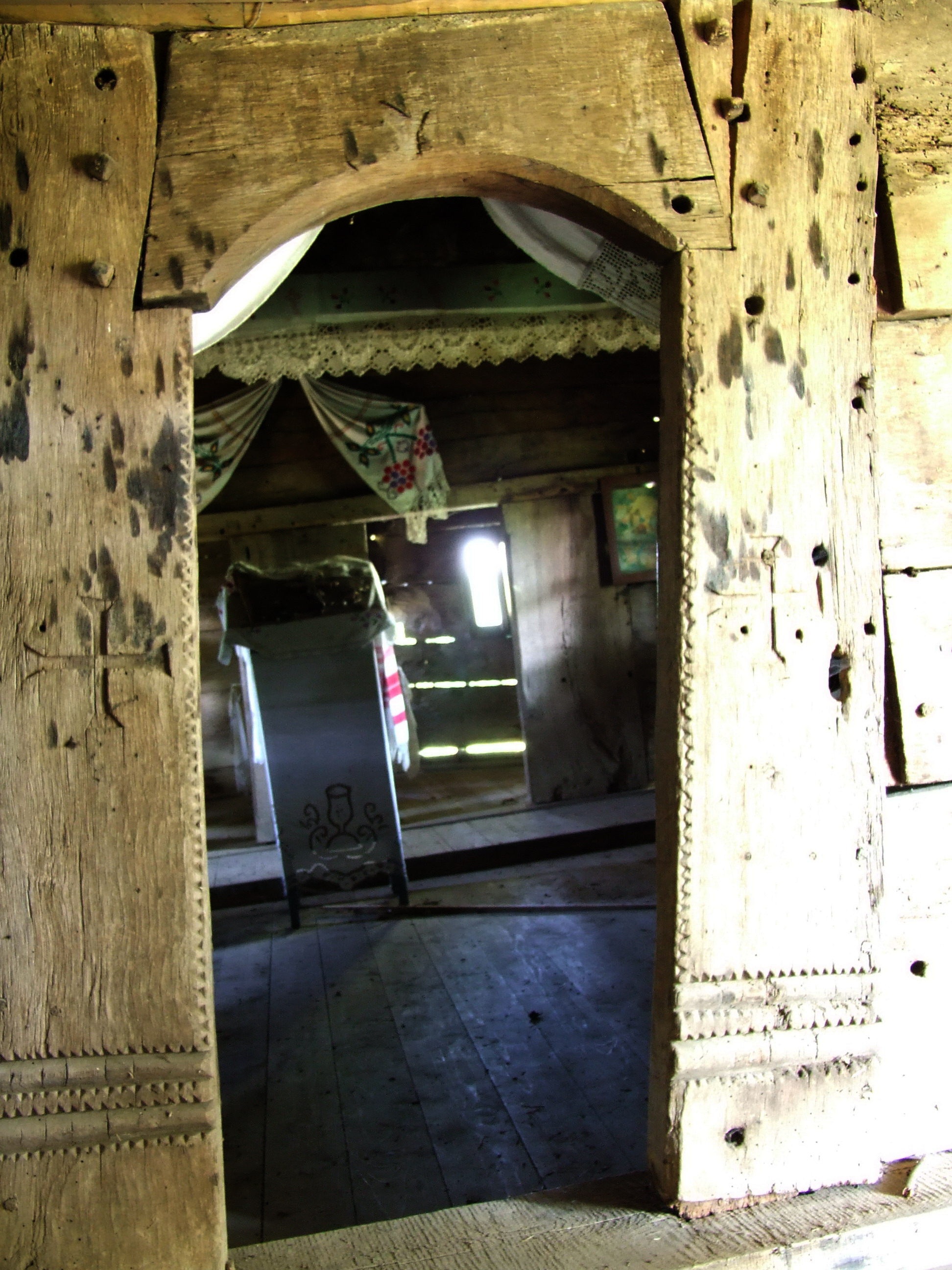
Portalul naosului
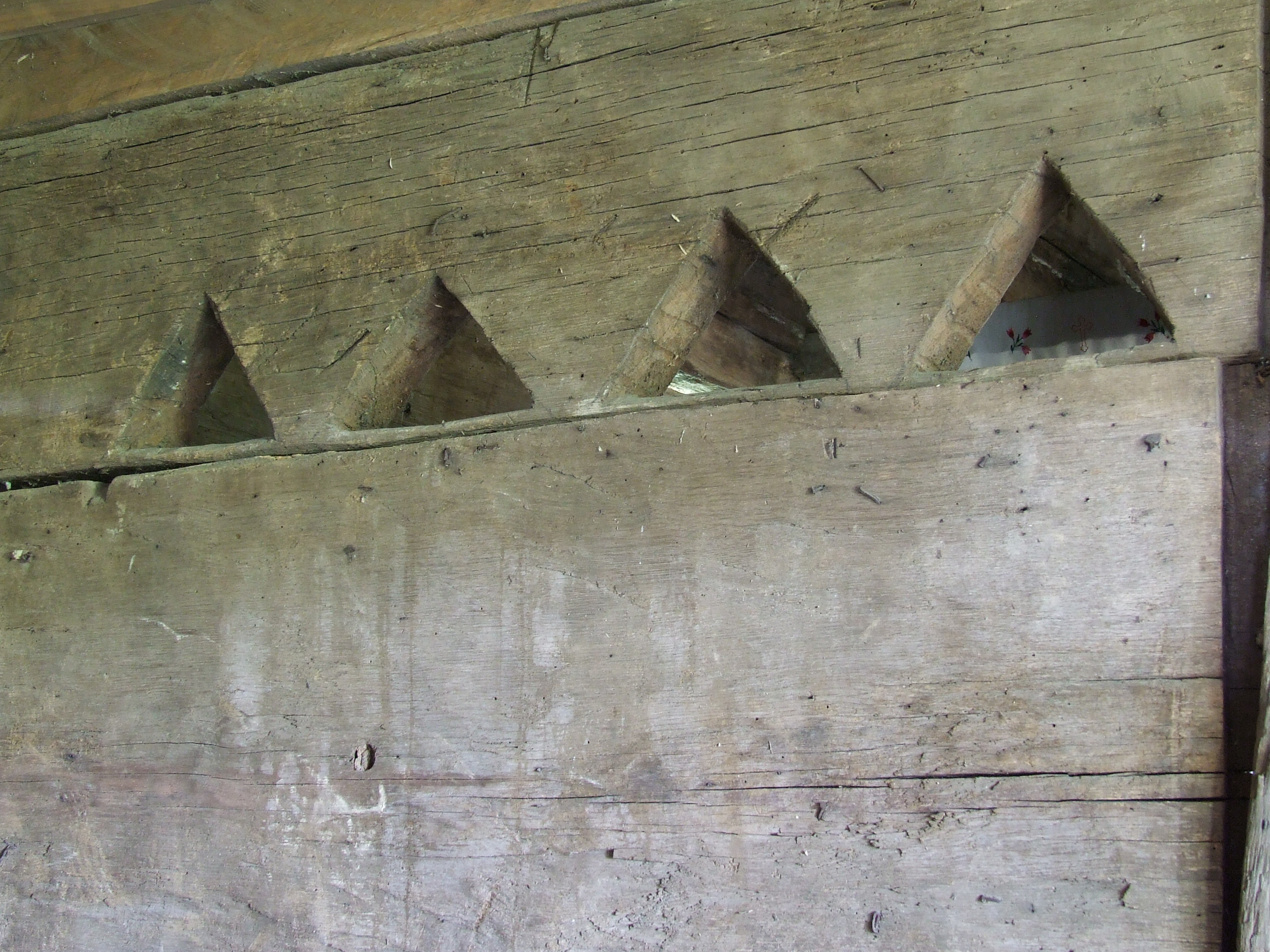
Orificii în peretele dintre naos şi pronaos
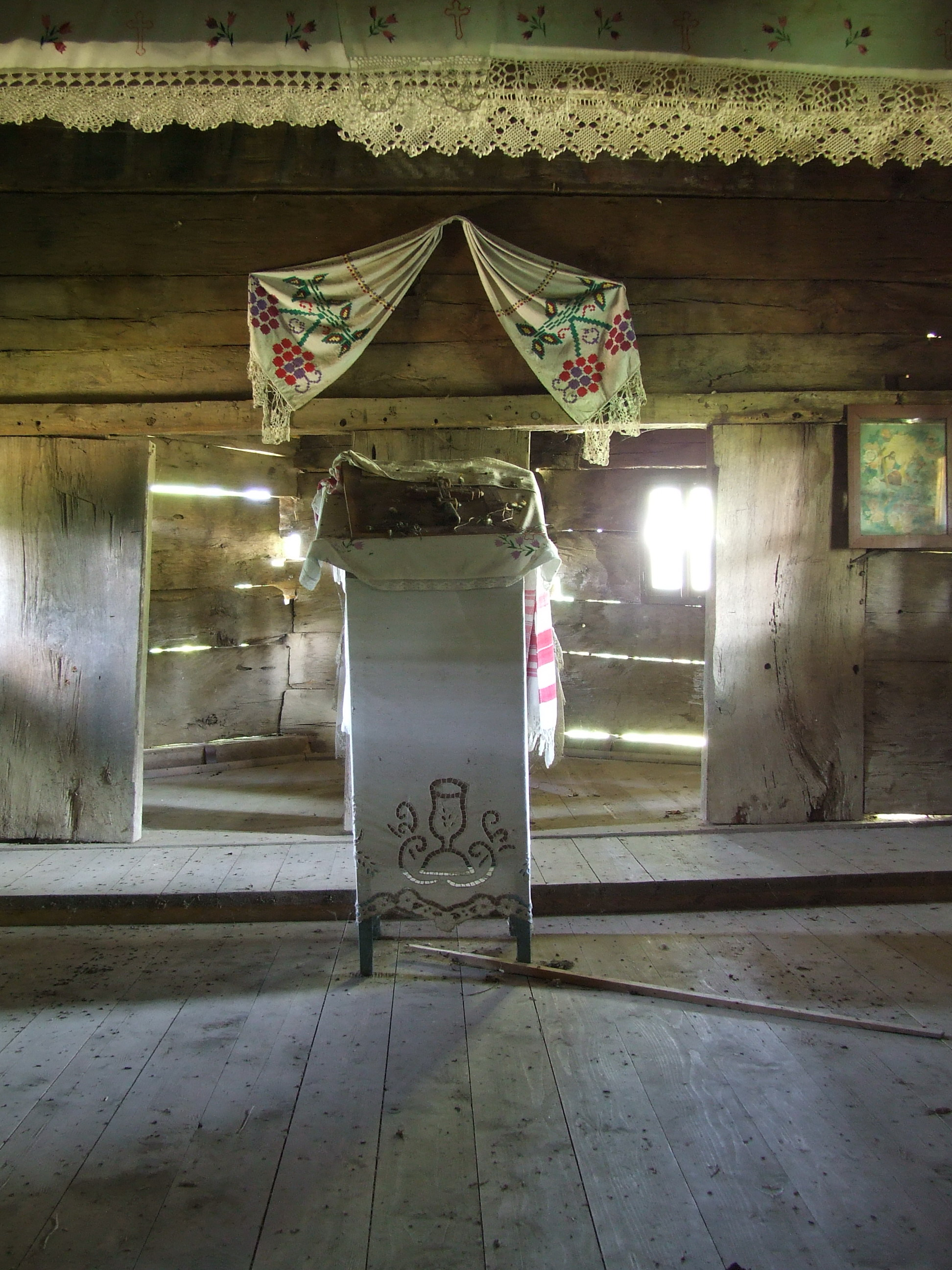
Intrarea în altar
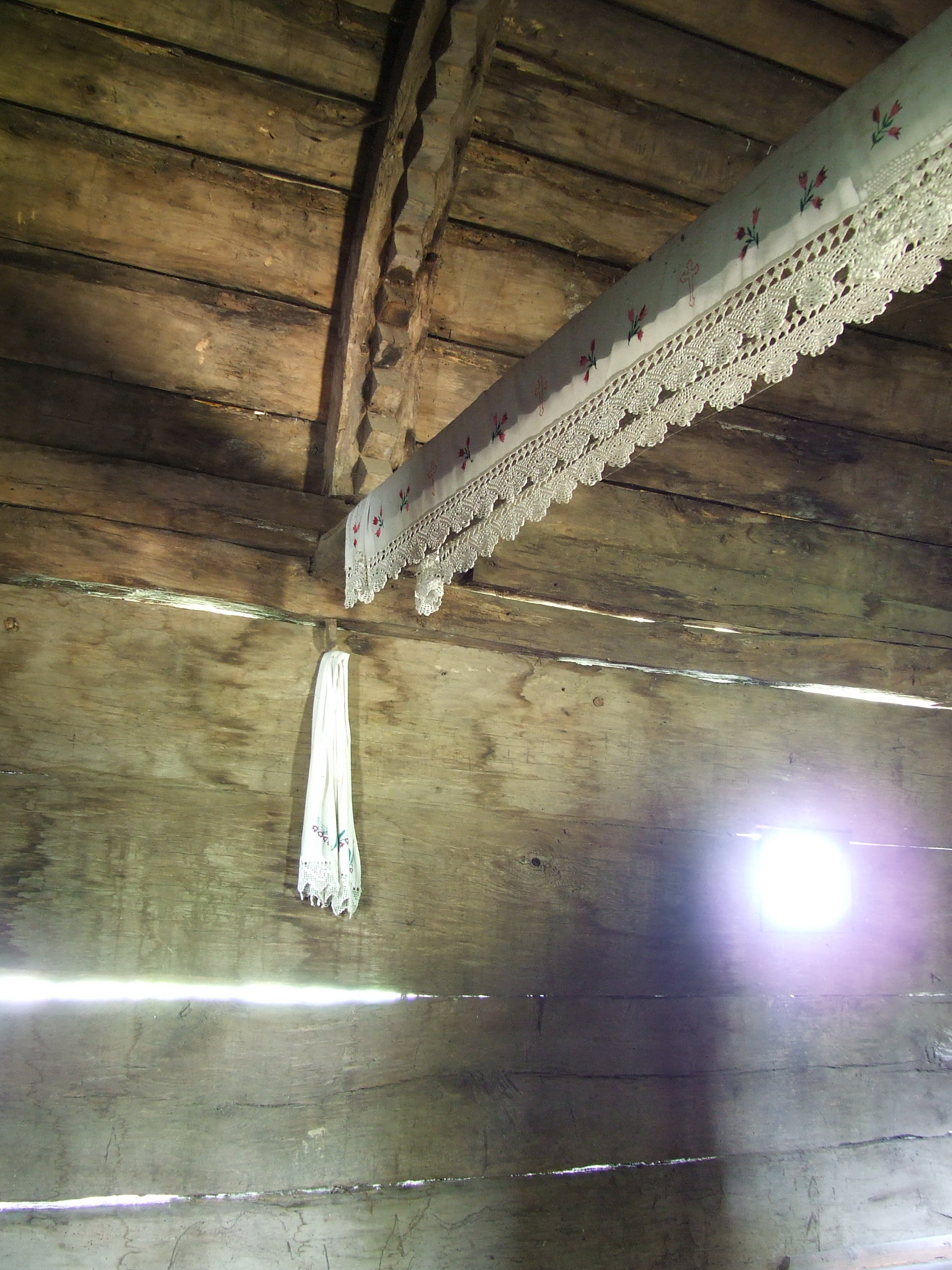
Fragment din arc-dublou şi grinda tirant
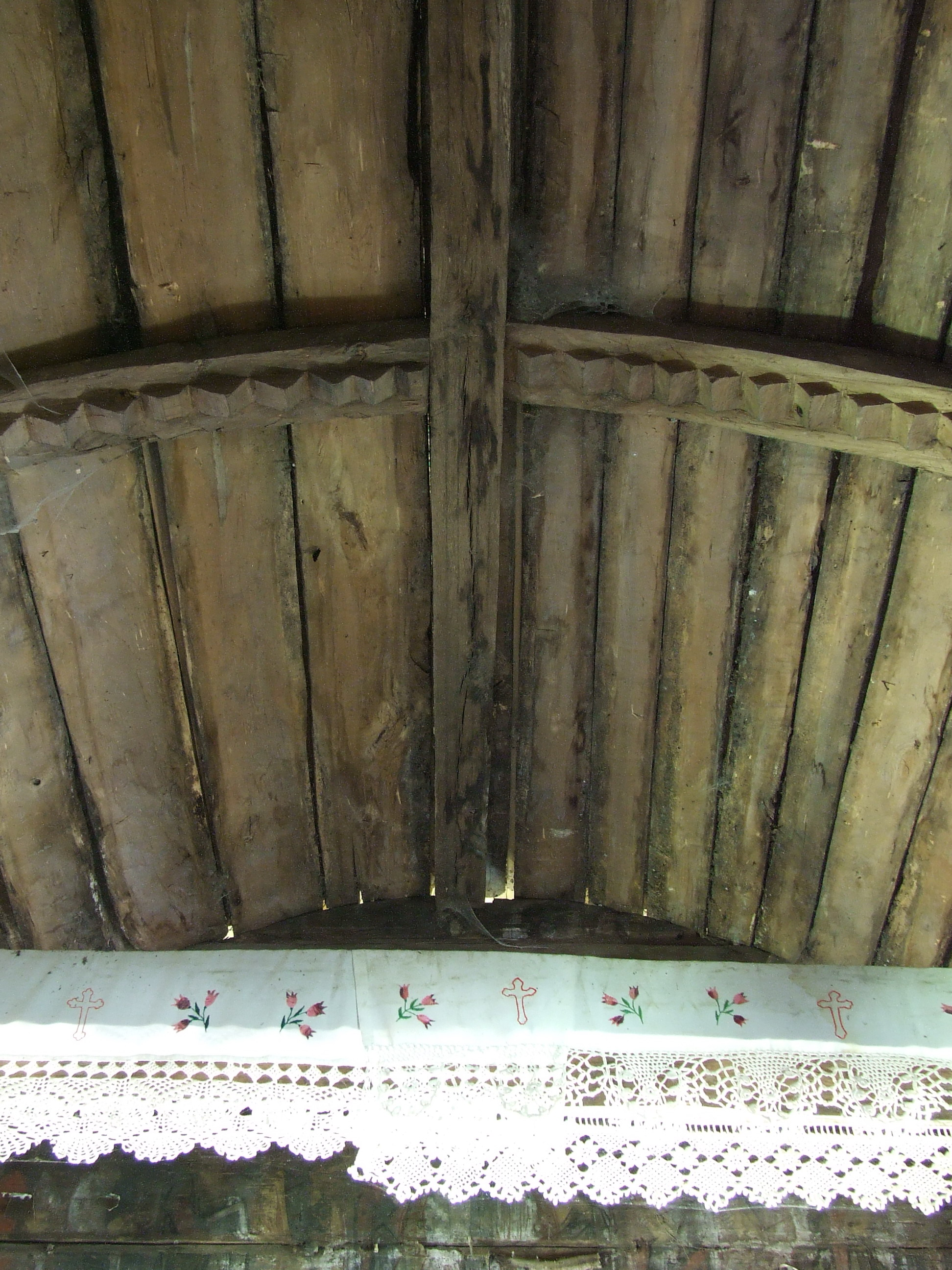
Intersecţia dintre arc-dublou şi meşter-grindă
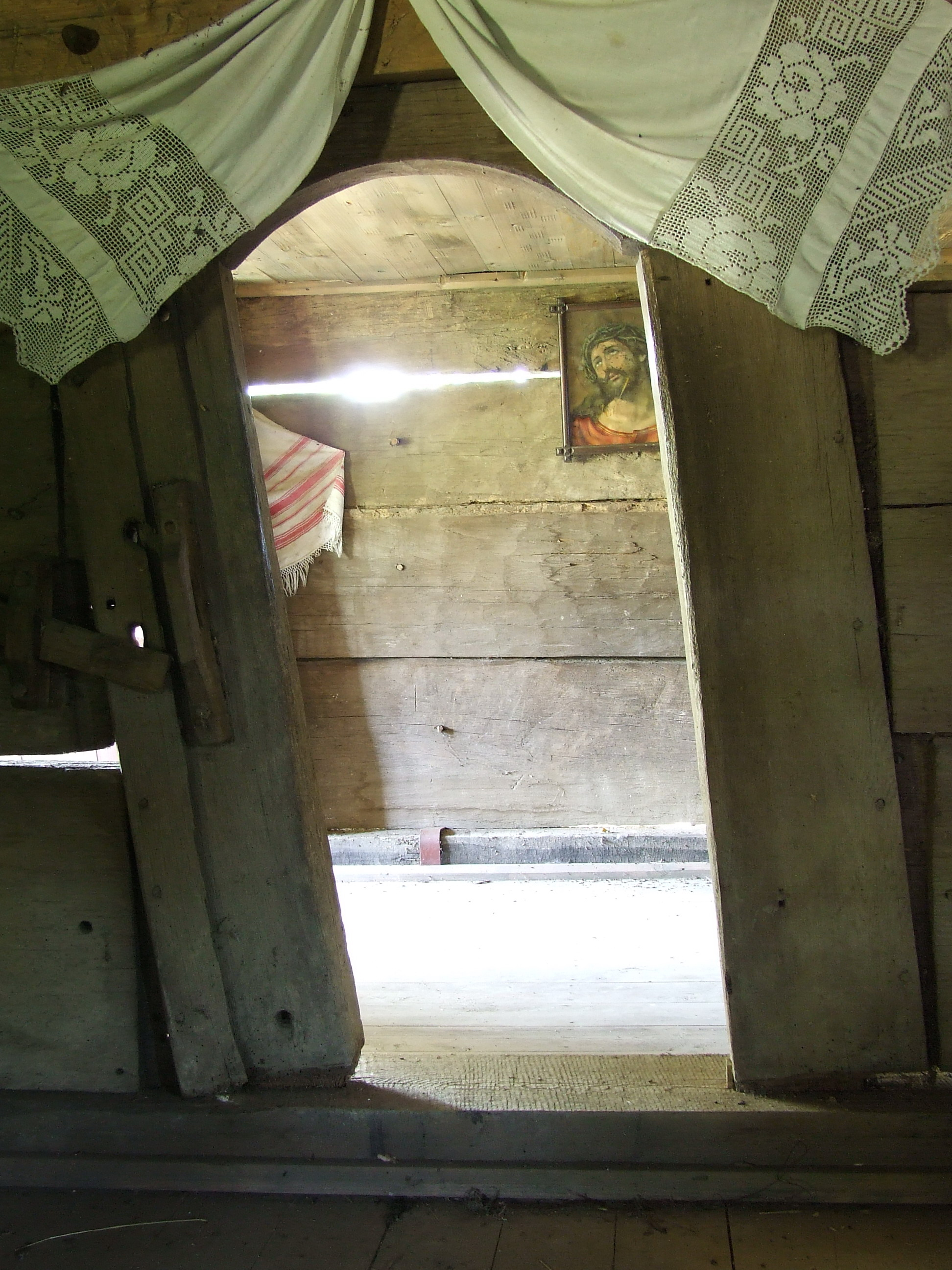
Trecerea dintre naos şi pronaos. Vedere din naos
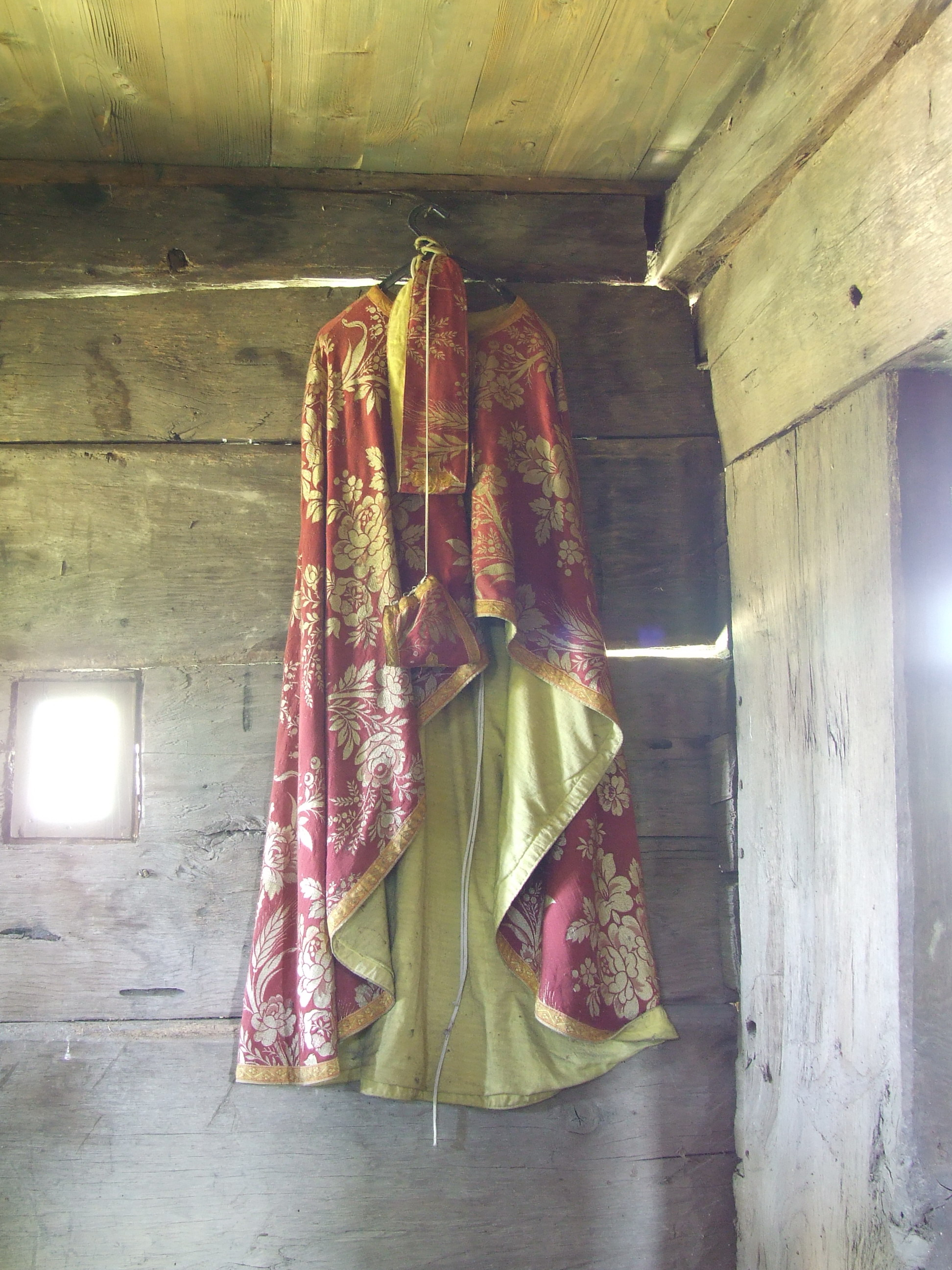
Haine preoţeşti
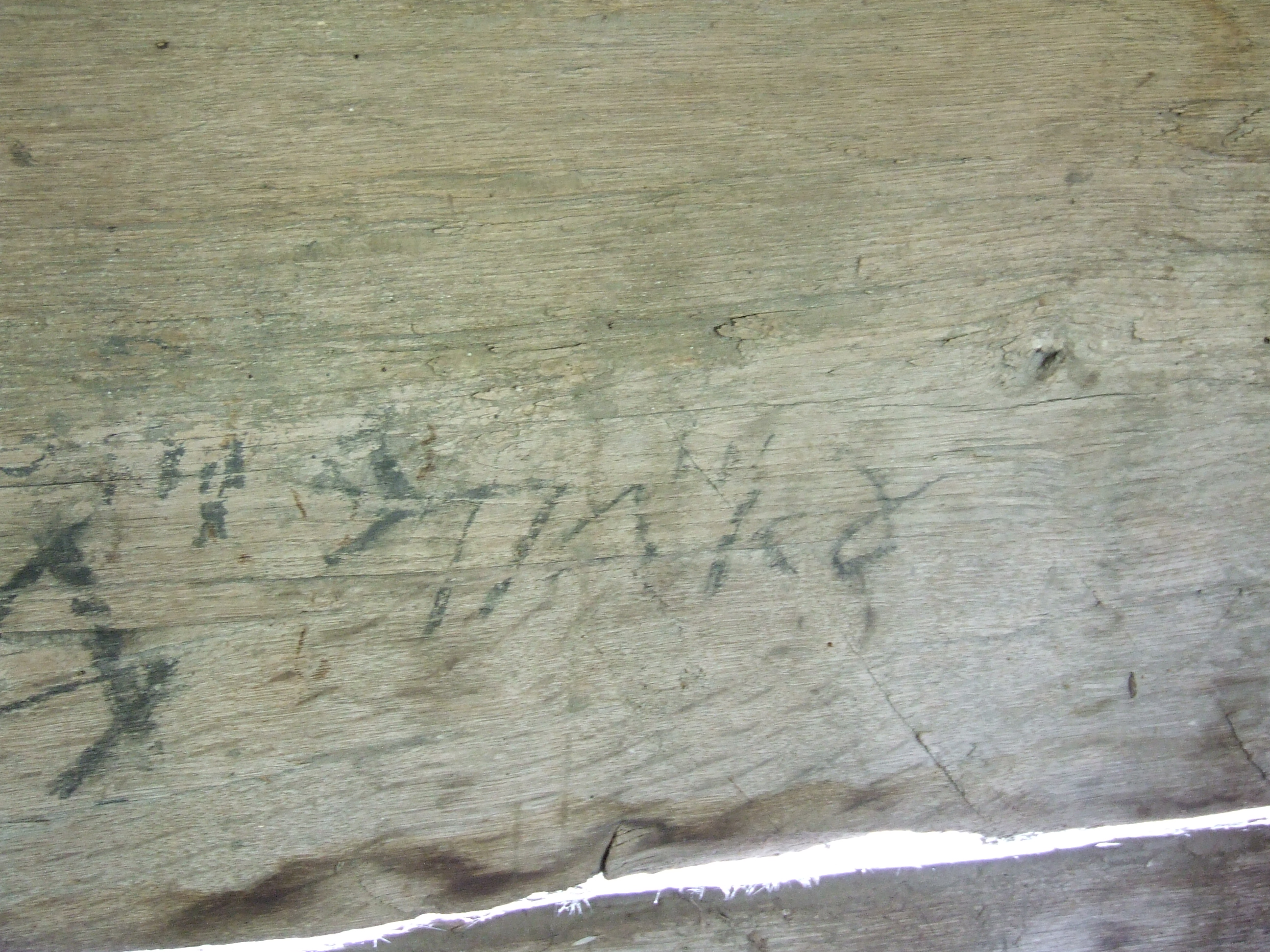
Fragmenet inscripţie
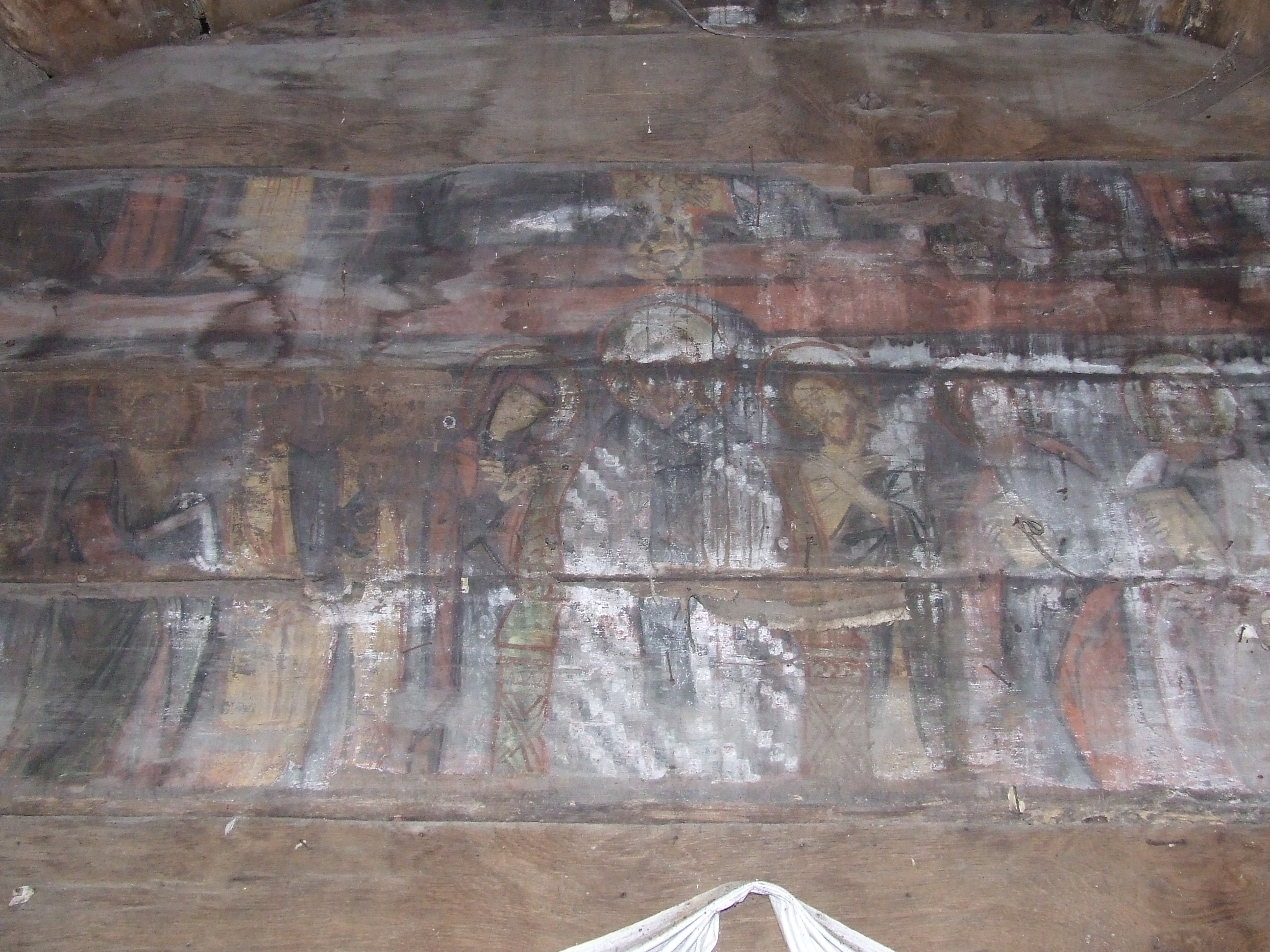
Pictura iconostasului
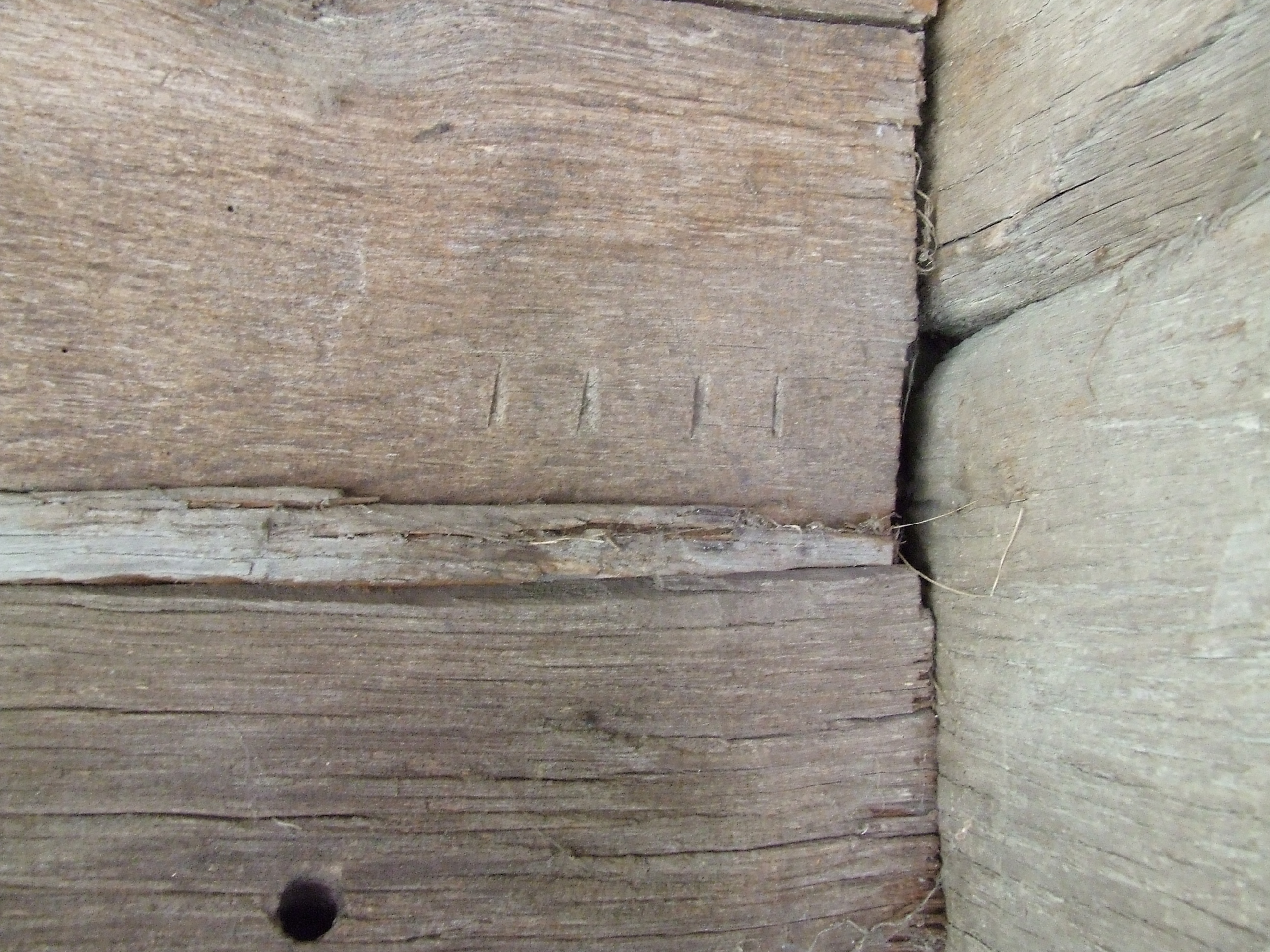
Semn al mutării bisericii